# سوق الربوع (عبس)

تعديل مصدري - تعديل

سوق الربوع هي إحدى قرى عزلة مطولة بمديرية عبس التابعة لمحافظة حجة، بلغ تعداد سكانها 562 نسمة حسب تعداد اليمن لعام 2004.